# 龙崖陈公祠
龙崖陈公祠，位于中国广东省云浮市云安区六都镇南乡村大营自然村，为云浮市云安区的一个省级文物保护单位，类型为古建筑，公布时间为2015年12月10日。
龙崖陈公祠的历史年代为清代。